# Zeremonienschwert

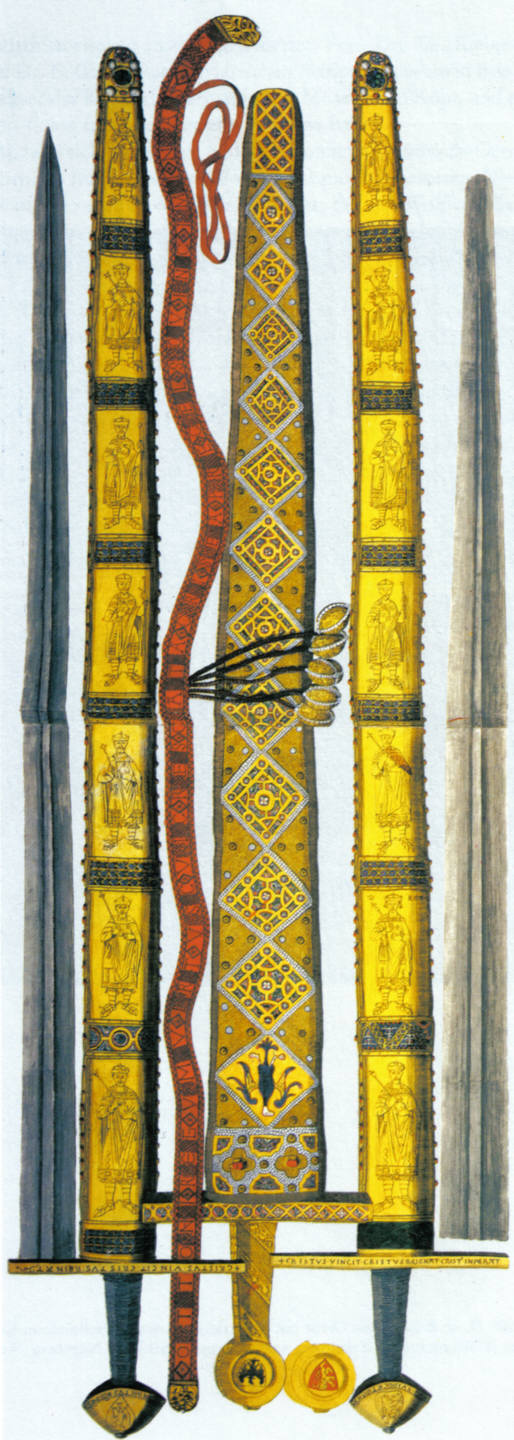
In der Mitte das Zeremonienschwert in seiner Scheide; rechts und links das Reichsschwert von beiden Seiten; kolorierter Kupferstich von Johann Adam Delsenbach, 1751

Das Zeremonienschwert ist ein Teil der Reichskleinodien der römisch-deutschen Könige und Kaiser des Heiligen Römischen Reiches, es ist vom Reichsschwert, dem Schwert des Heiligen Mauritius zu unterscheiden.
Die Bezeichnung Zeremonienschwert rührt wohl daher, dass seit dem 15. Jahrhundert der neu Gekrönte damit die Zeremonie des Ritterschlags durchführte. Das Zeremonienschwert ist ebenso wie die wichtigsten Teile der kostbaren Krönungsgewänder eine Schöpfung der königlichen Hofwerkstätten(Nobiles Officinae) zu Palermo, die zur Krönung Friedrichs II. geschaffen wurde.
Mit dem Zeremonienschwert wurden nach der Krönung des Kaisers u. a. die Abgesandten der Reichsstadt Nürnberg, in der von 1424 bis 1796 die Reichskleinodien aufbewahrt wurden, als Überbringer der Reichskleinodien rituell in den Ritterstand erhoben.

## Aussehen
Das Schwert hat eine Länge von 108,5 cm. Der Griff und Parierstange bestehen aus Holz. Das Holz wurde mit Goldplatten verkleidet. Der Knauf aus vergoldetem Silber trägt auf der einen Seite einen einköpfigen Reichsadler und auf der anderen Seite einen böhmischen Löwen und ist eine Ergänzung Kaiser Karls IV.
Die stark überschliffene Klinge trägt eine Schwertfegermarke in Form eines Kruckenkreuzes. Die Scheide, mit einer Länge von 92,5 cm, besteht aus einem starken Leinengewebe, das außen dicht mit vergoldeten Silberfäden umgeben ist. Darauf wurden Goldplatten, die mit Perlen und Rubinen geschmückt sind, angebracht. In die leinene Scheide wurde zur Versteifung eine weitere Scheide aus Holz eingeschoben.

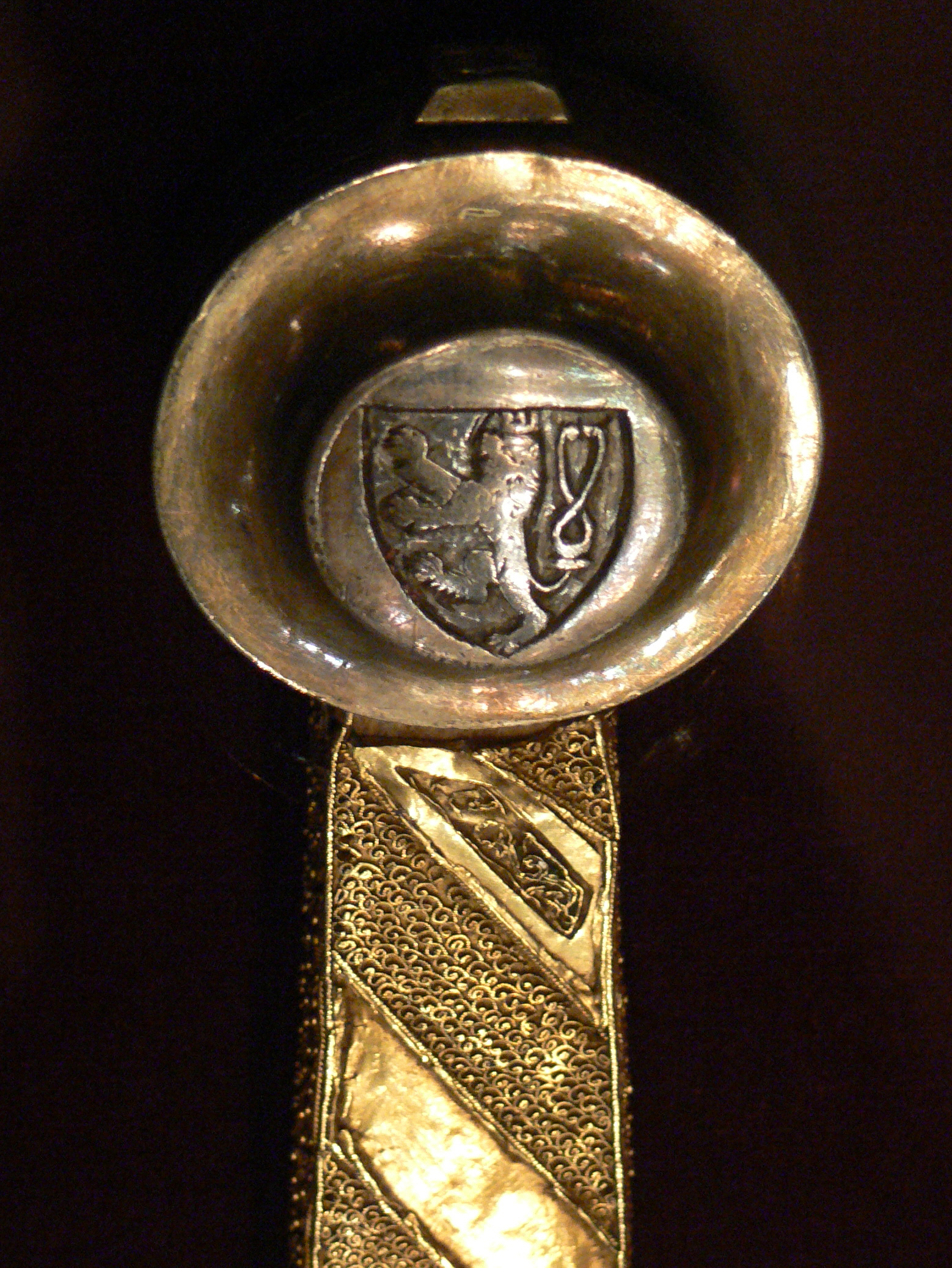
Böhmischer Löwe am Knauf
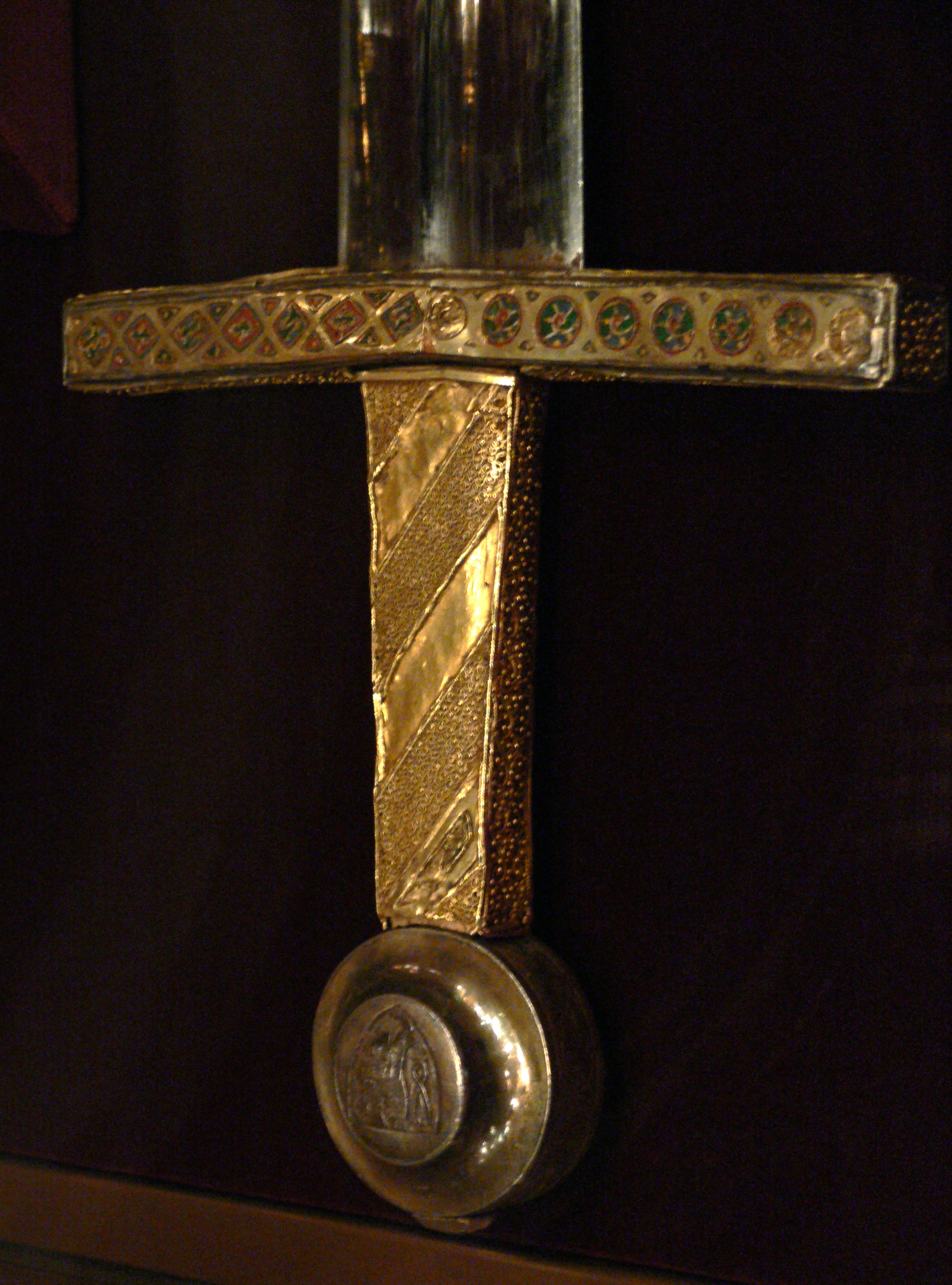
Griff
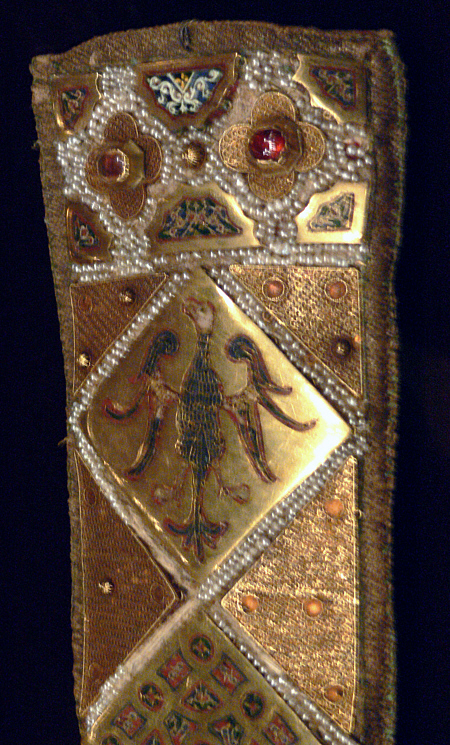
Scheide